# Alexandra Marinescu
Alexandra Marinescu (n. 19 martie 1982, București, România) este o gimnastă română de talie mondială, actualmente retrasă din activitatea competițională, laureată cu bronz olimpic la Atlanta 1996.
A debutat în competițiile de gimnastică la vârsta de 9 ani, afirmându-se la CE de juniori din 1994 unde a cucerit doua titluri continentale, la individual compus și bârnă, și o medalie de bronz la sol.
A primit titlul de Maestru Emerit al Sportului iar în anul 2000 i s-a conferit Crucea Națională „Serviciul Credincios” clasa a III-a.